# Coral Barbas
Coral Barbas Arribas (17 de julio de 1957) es una investigadora española especializada en química analítica, y dirige el Centro de Excelencia en Metabolómica y Bioanálisis (CEMBIO) y la Escuela Internacional de Doctorado CEU (CEINDO).

## Trayectoria
Barbas es licenciada en Ciencias Químicas, en la especialidad de química analítica, por la Universidad Complutense de Madrid (UCM), y catedrática de química analítica de la Universidad CEU San Pablo desde 2007. Doctora en Ciencias Químicas por la misma universidad (tesis: Preparación puesta a punto y aplicaciones analíticas de electrodos selectivos de membrana heterogénea de Ag(I) y de Cu(II)), también ha sido investigadora Marie Curie en King's College London (2005-2006) y vicerrectora de investigación de la Universidad CEU San Pablo entre 2011 y 2014.
Es directora del Centro de Metabolómica y Bioanálisis de la Universidad CEU San Pablo desde su nacimiento en 2010, y también dirige la Escuela Internacional de Doctorado CEU (CEINDO), un centro que coordina una red de investigación de tres universidades. Además, gestiona programas interuniversitarios de doctorado y promueve la colaboración con las instituciones universitarias a fin de que quienes investigan en formación puedan participar en los proyectos internacionales.

## Líneas de investigación
Entre sus líneas de investigación se encuentran cromatografía y electroforesis capilar, diabetes y estrés oxidativo, errores congénitos del metabolismo, análisis de medicamentos, desarrollo de técnicas de analíticas y la metabolómica.
El Centro de Metabolómica y Bioanálisis (CEMBIO) estudia enfermedades cardiovasculares, diabetes y obesidad. “Se trata de patologías muy relacionadas, -explica- pero también hemos trabajado con cáncer, enfermedades pulmonares, patologías infecciosas o leishmania. Hemos desarrollado una plataforma que se aplica en cualquier campo que tenga un problema biomédico que abordar. En el momento en que se dirigen a nosotros, ponemos nuestro conocimiento y nuestras herramientas para ayudarles a solucionar el problema, y si no lo conocíamos con anterioridad aprendemos. Eso es lo que hicimos con un proyecto europeo de enfermedades pulmonares. En la actualidad estamos intentando constituir un grupo muy sólido en alergias”
Sobre sus estudios de química analítica considera que la química analítica es una ciencia central y destaca su investigación multidisciplinar que permite la colaboración entre especialistas en medicina, bioquímica, bioestadística y farmacia para buscar de forma conjunta soluciones a problemas que aún están sin resolver.
La investigadora dirige el Centro de Metabolómica y Bioanálisis que reúne a más de 20 especialistas, becarios y personal técnico con actividad en metabolómica mediante espectrometría de masas acoplada a distintas técnicas de separación y aplicada a la búsqueda de marcadores diagnósticos o pronósticos de una patología, de evolución ante un tratamiento o una dieta, etc. En ese campo colabora además con grupos internacionales para el estudio de enfermedades cardiovasculares.
En 2015, a través de dos estudios de metabolómica realizados en el CEMBIO, en los que participó Barbas, se pudo cuantificar y clasificar los efectos de enfermedades como el lupus, la diarrea infecciosa y la obesidad en la flora intestinal a partir de las especies químicas producidas por las bacterias intestinales. Estos descubrimientos se publicaron en las revistas Scientific Reports «Ranking the impact of human health disorders on gut metabolism: Systemic lupus erythematosus and obesity as study cases», y The ISME Journal «Clostridium difficile heterogeneously impacts intestinal community architecture but drives stable metabolome responses», ambas del grupo Nature.
Ha participado en catorce proyectos de investigación y desarrollo financiados en convocatorias públicas.

## Reconocimientos
Ha recibido numerosos premios entre los que destacan el Premio Cátedra Pascual, Primer Premio Facultad Farmacia Inmaculada, Premio Cátedra Grupo Leche Pascual, Premio Angel Herrera de docencia en la Facultad de CC Experimentales y de la Salud (2003-04), Angel Herrera de Investigación en el Área de Ciencias de la Fundación Universitaria San Pablo CEU (2004-05) y Premio a la mejor tesis Facultad de Farmacia USP-CEU entre 2007 y 2009.
En 2016, la revista americana The Analytical Scientist la eligió como una de las 50 mujeres más influyentes del mundo en química analítica junto a varias científicas españolas como Elena Ibáñez y Lourdes Ramos.